# Paraonidae
Paraonidae zijn een familie van borstelwormen (Polychaeta).

## Geslachten
- Aricidea Webster, 1879
- Cirrophorus Ehlers, 1908
- Levinsenia Mesnil, 1897
- Paradoneis Hartman, 1965
- Paraonides Cerruti, 1909
- Paraonis Grube, 1873
- Sabidius Strelzov, 1973

### Nomen dubium
- Aparaonis Hartman, 1965

### Synoniemen
- Aedicira Hartman, 1957 => Aricidea (Aedicira) Hartman, 1957
- Acesta Strelzov, 1973 => Aricidea (Acmira) Hartley, 1981
- Acmira Hartley, 1981 => Aricidea (Acmira) Hartley, 1981
- Allia Strelzov, 1973 => Aricidea (Strelzovia) Aguirrezabalaga, 2012
- Arcidea => Aricidea Webster, 1879
- Blakeia Langeneck, Barbieri, Maltagliati & Castelli, 2019 => Aricidea Webster, 1879
- Paraonella Strelzov, 1973 => Paraonides Cerruti, 1909
- Periquesta Brito & Núñez, 2002 => Levinsenia Mesnil, 1897
- Tauberia Strelzov, 1973 => Levinsenia Mesnil, 1897